# Rikhabdeo
Rikhabdeo é uma vila no distrito de Udaipur, no estado indiano de Rajasthan.

## Demografia
Segundo o censo de 2001, Rikhabdeo tinha uma população de 8023 habitantes. Os indivíduos do sexo masculino constituem 52% da população e os do sexo feminino 48%. Rikhabdeo tem uma taxa de literacia de 76%, superior à média nacional de 59.5%: a literacia no sexo masculino é de 82% e no sexo feminino é de 70%. Em Rikhabdeo, 14% da população está abaixo dos 6 anos de idade.